# Nizhnij Novgorod Raiders 52 2022
Questa voce raccoglie le informazioni riguardanti i Nizhnij Novgorod Raiders 52 nelle competizioni ufficiali della stagione 2022.

## Roster
| Roster dei Nizhnij Novgorod Raiders 52 (2022) |
| --- |
| Quarterback - 5 Anton Kuranov Running Back - 14 Pavel Maksimišin - 25 Vladimir Stachov - 39 Timur Timiev - 39 Pavel Utrosin - 81 Aleksej Kuskov FB Wide Receiver - 7 Stepan Popov - 9 Anton Česnokov - 33 Artem Maksimov - 81 Vjačeslav Pankeev - 87 Aleksandr Danilenkov - 89 Vitalij Kuzin Tight End - 11 Vladislav Vopijašin Offensive Linemen - 59 Andrej Sokolov G - 64 Aleksej Antonov G - 65 Nikolaj Kudrin G - 69 Jurij Kostarakov OT - 70 Semen Tatarinov OT - 79 Andrej Mitin C Defensive Linemen - 47 Artem Timofeev DE - 48 Vladislav Turkadze DT - 73 Vladimir Berestev DT - 99 Klimentij Zotov DE Linebacker - 30 Daniil Buzuev - 44 Sergej Lebedev - 50 Dmitrij Kiršanov - 56 Anton Povarov - 77 Vladimir Kuprjuškin Defensive Back - 8 Maksim Sizov FS - 9 Jurij Fetkullin CB - 15 Ivan Glucharev CB - 19 Artem Pachomov CB - 21 Nikolaj Nesterov CB - 25 Roman Smislov CB - 26 Vladislav Kuryžev CB - 28 Denis Gorelov FS - 43 Denis Sokolov SS Special Team |

## EESL Pervaja Liga 2022

### Stagione regolare
| Nižnij Novgorod 21 maggio 2022, ore 15:30 2ª giornata | Nizhnij Novgorod Raiders 52 | 28 – 6 (0-0 12-0 13-0 3-6) referto | Novorossiysk United | Stadion Dinamo\| Arbitro: \| Aralov \| |
| Arbitro:                                              | Aralov                      |                                    |                     |                                        |

| Kazan' 4 giugno 2022, ore 14:00 3ª giornata | Kazan Motors | 24 – 13 (6-0 12-7 0-6 6-0) referto | Nizhnij Novgorod Raiders 52 | Stadion Tulpar\| Arbitro: \| Kut'in \| |
| Arbitro:                                    | Kut'in       |                                    |                             |                                        |

| Novorossijsk 18 giugno 2022, ore 15:00 4ª giornata | Novorossiysk United | 12 – 21 (6-0 6-2 0-13 0-6) referto | Nizhnij Novgorod Raiders 52 | Stadion Strojtel'\| Arbitro: \| Romazov \| |
| Arbitro:                                           | Romazov             |                                    |                             |                                            |

| Nižnij Novgorod 16 luglio 2022, ore 16:00 6ª giornata | Nizhnij Novgorod Raiders 52 | 26 – 15 (0-7 6-0 0-8 20-0) referto | Kazan Motors | Stadion Dinamo |

### Playoff
| Odincovo 6 agosto 2022, ore 12:00 Semifinale | Nizhnij Novgorod Raiders 52 | 21 – 34 (7-7 7-7 0-6 7-14) referto | Spartak Bryansk | Stadion Central'nyj\| Arbitro: \| Japparov \| |
| Arbitro:                                     | Japparov                    |                                    |                 |                                               |

| Odincovo 7 agosto 2022, ore 11:00 Finale 3º - 4º posto | Nizhnij Novgorod Raiders 52 | 7 – 19 (0-0 0-13 7-0 0-6) referto | Petrozavodsk Karelian Gunners | Stadion Central'nyj\| Arbitro: \| D. Zacharov \| |
| Arbitro:                                               | D. Zacharov                 |                                   |                               |                                                  |

## Statistiche di squadra
| Competizione      | %Vittorie | In casa | In casa | In casa | In casa | In casa | In casa | In trasferta | In trasferta | In trasferta | In trasferta | In trasferta | In trasferta | Totale | Totale | Totale | Totale | Totale | Totale |
| Competizione      | %Vittorie | G       | V       | N       | P       | Pf      | Ps      | G            | V            | N            | P            | Pf           | Ps           | G      | V      | N      | P      | Pf     | Ps     |
| ----------------- | --------- | ------- | ------- | ------- | ------- | ------- | ------- | ------------ | ------------ | ------------ | ------------ | ------------ | ------------ | ------ | ------ | ------ | ------ | ------ | ------ |
| Stagione regolare | .750      | 2       | 2       | 0       | 0       | 54      | 21      | 2            | 1            | 0            | 1            | 34           | 36           | 4      | 3      | 0      | 1      | 88     | 57     |
| Playoff           | .000      | 2       | 0       | 0       | 2       | 28      | 53      | 0            | 0            | 0            | 0            | 0            | 0            | 2      | 0      | 0      | 2      | 28     | 53     |
| Totale            | .500      | 4       | 2       | 0       | 2       | 82      | 74      | 2            | 1            | 0            | 1            | 34           | 36           | 6      | 3      | 0      | 3      | 116    | 110    |

## Statistiche personali

### Marcatori
| Giocatore  | Ruolo | TD rush | TD recv | TD int | TD p.ret | TD k.ret | TD oth | Xp1 | Xp2 | FG | Saf | Totale |
| ---------- | ----- | ------- | ------- | ------ | -------- | -------- | ------ | --- | --- | -- | --- | ------ |
| M. Sizov   |       | 3+2     | 0       | 0      | 0        | 0        | 0      | 0   | 1   | 0  | 0   | 32     |
| Danilenkov |       | 0       | 3+2     | 0      | 0        | 0        | 0      | 0   | 0   | 0  | 0   | 30     |
| Maksimišin |       | 2       | 1       | 0      | 0        | 0        | 0      | 0   | 0   | 0  | 0   | 18     |
| Kuranov    |       | 2       | 0       | 0      | 0        | 0        | 0      | 0   | 0   | 0  | 0   | 12     |
| Pankeev    |       | 0       | 0       | 0      | 0        | 0        | 0      | 3+4 | 0   | 1  | 0   | 10     |
| Maksimov   |       | 0       | 1       | 0      | 0        | 0        | 0      | 0   | 0   | 0  | 0   | 6      |
| Utrosin    |       | 1       | 0       | 0      | 0        | 0        | 0      | 0   | 0   | 0  | 0   | 6      |
| Kiršanov   |       | 0       | 0       | 0      | 0        | 0        | 0      | 0   | 0   | 0  | 1   | 2      |